# وينثروب شاندلير
وينثروب شاندلير (بالإنجليزية: Winthrop Chandler)‏ هو رسام أمريكي، ولد في 6 أبريل 1747 في مقاطعة ويندهام في الولايات المتحدة، وتوفي في 29 يوليو 1790 في كونيتيكت في الولايات المتحدة.